# 国松久弥
国松 久弥（國松 久彌、くにまつ きゅうや、1903年5月1日 - 1986年4月14日）は、日本の経済地理学者。茨城大学名誉教授。
弟は独文学者の国松孝二。

## 経歴
千葉県船橋町（現船橋市）生まれ。1926年東京帝国大学経済学部卒。1931年上智大学講師、38年大東文化学院講師、1941年明治学院講師、1946年巣鴨経済専門学校教授、1949年千葉工業大学教授、1950年大東文化大学教授兼任、1952年茨城大学教授、69年定年退官、名誉教授、専修大学教授、金沢経済大学教授。

## 著書
- 『都市地理序説』古今書院 1929
- 『人文地理学と文化景観』共立社　1930
- 『フリードリッヒ・ラッツェル その生涯と学説』古今書院　1931
- 『最近の満洲国地誌』古今書院 1937
- 『世界小国地誌』古今書院 1937
- 『新支那地誌』古今書院 1938
- 『国境の話』柁谷書院 1939
- 『新満洲地誌』古今書院 1939
- 『国勢新日本地理』柁谷書院 1940
- 『人文地理入門』古今書院 1940
- 『地中海』古今書院 1940
- 『国勢新東亜地理』柁谷書院 1941
- 『新経済地理総論』柁谷書院 1943
- 『新南洋地誌』古今書院 1941
- 『経済地理』三省堂 1942
- 『地政学とは何か』柁谷書院 1942
- 『東亜共栄圏の地理』柁谷書院 1943
- 『地政学と東亜共栄圏の諸問題』開成館 1944
- 『東亜ソ聯地誌』柁谷書院 1944
- 『学生論文の書き方』柁谷書院 1948
- 『国土と国民経済』同文館 1948
- 『地学大要』古今書院 1948
- 『統計図表の作り方 社会科実習 高校・中学上級用』柁谷書院 1948
- 『経済地理学入門』古今書院 1948
- 『新制学生の人文地理』清水書院 1948
- 『国土と生活形態』古今書院 1949
- 『社会科研究報告の書き方』梓文堂 1949
- 『消費と經濟生活』清水書院 中学社会科シリーズ　1949
- 『経済地理』労働文化社 現代経済学全書 1950
- 『新制高校社會科勞働問題』清水書院　1950
- 『経済地理学基礎理論』風間書房 1954
- 『新日本地理』古今書院 1956
- 『政治地理学概論』風間書房 1957
- 『都市経済地理学』古今書院 1969
- 『小売商業の立地』古今書院 1970
- 『都市地域構造の理論』古今書院 1971
- 『『人生地理学』概論』第三文明社 1978
- 『経済地理学説史』古今書院 1979

### 共編著
- 『ソウエート・ロシア経済地理』川西勇共著 高陽書院 1933
- 『経済地理学概説』佐藤弘共著 三省堂 1935
- 『国防地政論』江沢譲爾,佐藤弘共著 巌松堂 国防経済学大系　1944
- 『経済地理通論』佐藤弘共著 同文館 1948
- 『人文地図』編 清水書院 1948
- 『地形圖の讀み方 人文地理』編 三省堂出版 1948
- 『教師のための経済学講義』長守善共著 古今書院 1950-51
- 『高等社会科一般社会 物資の生産と流通,政府と経済生活,労働問題』小山文太郎共著 清水書院 1950
- 『基本人文地理学』西岡久雄共著 明玄書房 1961
- 『新商品学』安藤萬寿男, 西岡久雄共著 明玄書房 1964
- 『経済地理学』安藤万寿男, 西岡久雄共著 明玄書房 1965
- 『基本人文地理学』西岡久雄共著 明玄書房 1981

### 翻訳
- オットー・グラーフ『地理学の概念』古今書院 1930
- フリッツ・ウェント『郷土地理教育入門』古今書院 1931
- ルドルフ・シュタムラー『唯物史観批判』日本評論社 社会文庫 1931
- パツサルゲ『景観と文化の発達』佐藤弘共抄訳 古今書院 1933
- フォン・ボルトキウィッツ『マルクス価値学説批判』岩野晁次郎共訳 日本評論社 社会文庫 1935
- J.B.スクリヴナー『マライの地下資源』柁谷書院 1944
- J.E.バンス Jr. 『商業・卸売業の立地』大明堂 1973
- フェルディナント・フォン・リヒトホーフェン『地理学の課題と方法』編著 古今書院 1976

## 論文
- <国松久弥